# کلسیم برمید
برمید کلسیم (به انگلیسی: Calcium bromide) با فرمول شیمیایی CaBr۲ یک ترکیب شیمیایی با شناسه پاب‌کم ۲۴۶۰۸ است. که جرم مولی آن 199.89 g/mol (anhydrous) 235.98 g/mol (dihydrate) می‌باشد. شکل ظاهری این ترکیب، بلورهای بی‌رنگ و بی‌بو با طعم و شکل نمک است.